# 锎化合物
锎化合物是锎元素形成的化合物，只有很少一些有所研究。三氯化锎是最先发现的锎化合物，由伯里斯·坎宁安于1960年在劳伦斯伯克利国家实验室制备出来。唯一能在水溶液稳定的离子是三价的锎离子，而二价的具有强还原性，四价的具有强氧化性。锎的氯化物、硝酸盐、硫酸盐和高氯酸盐都是可溶的，而氟化物、氢氧化物和草酸盐是难溶的。
锎的+3价态的代表的三氧化二锎（黄绿色固体）、三氟化锎（亮绿色固体）和三碘化锎（柠檬黄色固体）。其它+3价的还有硫化物和环戊二烯配合物。+4价的典型化合物有二氧化锎（棕褐色固体）和四氟化锎（绿色固体）。+2价的有二溴化锎（黄色固体）和二碘化锎（暗紫色固体）。

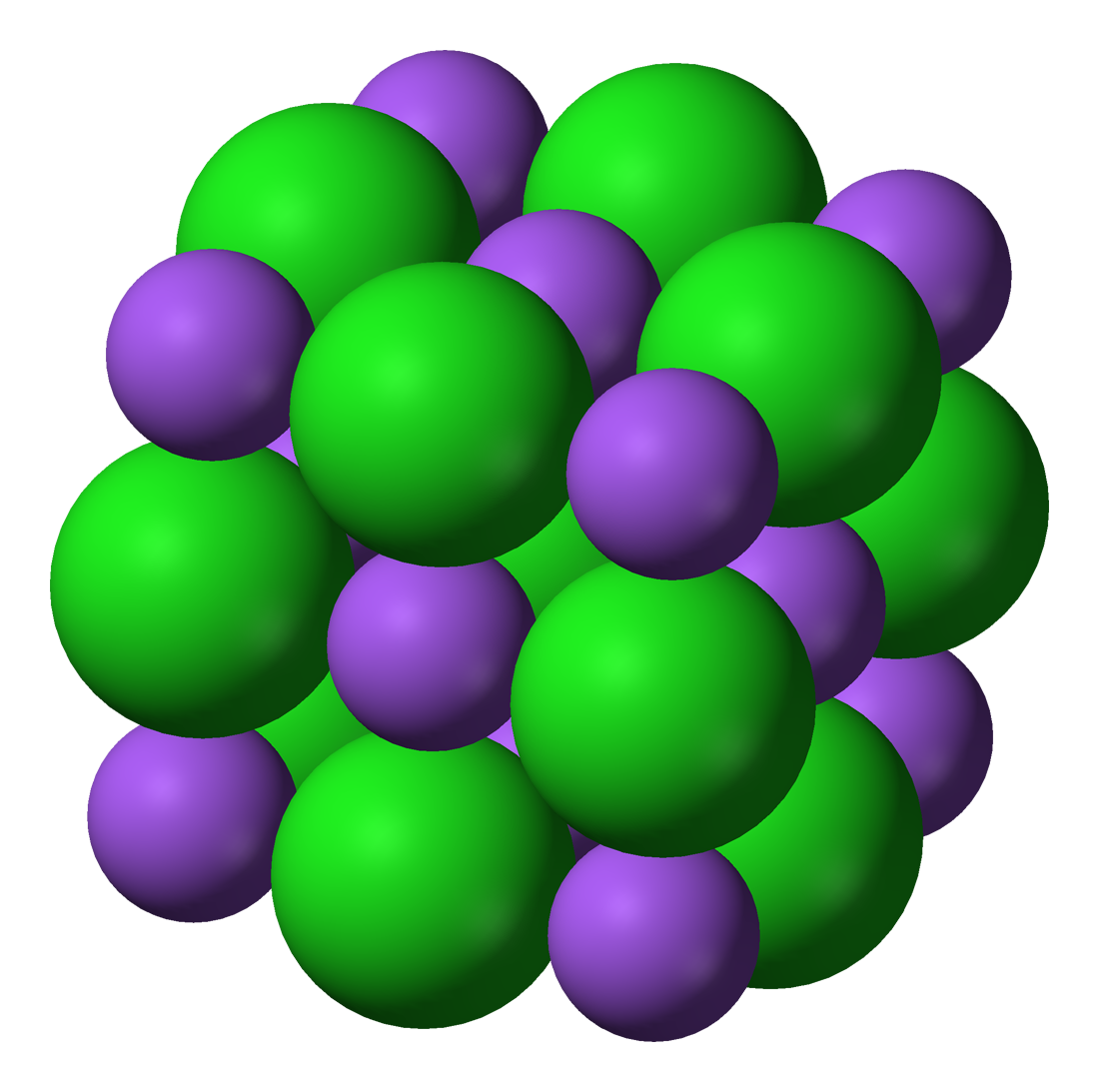

## 简单化合物
二氧化锎（CfO2）是棕褐色固体，属立方晶系，晶体内的晶胞间距为531.0 ± 0.2 pm。三氧化二锎（Cf2O3）通常具有体心立方对称性，加热至1400℃时转变为单斜晶系的晶体，在1750℃熔化。三氧化二锎在高温下可以被金属镧还原为单质锎。
三氯化锎（CfCl3）是翡翠绿色固体，属六方晶系，可以通过Cf2O3和HCl气体于500 °C反应得到。 CfCl3可以当作原料来制备橙黄色的三碘化物CfI3，它可以进一步被还原为薰衣草紫色的二碘化物CfI2。三氯化锎直接用氢气还原，可以得到二氯化锎，该化合物是稳定的。
三氟化锎（CfF3）是黄绿色固体，其晶体结构在加热至室温之上时逐渐由正交转变为六方。四氟化锎（CfF4）是亮绿色固体，有单斜结构。
二碘化锎（CfI2）是深紫色固体，在室温时有稳定的菱方结构和不稳定的六方结构。三碘化锎（CfI3）是柠檬黄色固体，有菱方结构，在约800℃升华。
氟氧化锎（CfOF）可由三氟化锎在高温下的水解反应制得。氯氧化锎（CfOCl）由三氯化锎的水合物在280–320 °C的水解得到。氯氧化锎是第一个被发现的锎化合物。
硫酸锎在1200 °C的空气中加热，再在500 °C的氢气中还原，可以得到Cf2O3。氢氧化物Cf(OH)3与氟化物CfF3微溶于水。
多硼酸锎是一种较为特殊的化合物，化合物中存在锎和硼酸根的共价键。
氮化锎（CfN）、砷化锎（CfAs）和锑化锎（CfSb）是锎的氮族元素化合物，它们有着氯化钠晶型，可由金属锎和相应的单质化合而成。

## 配合物

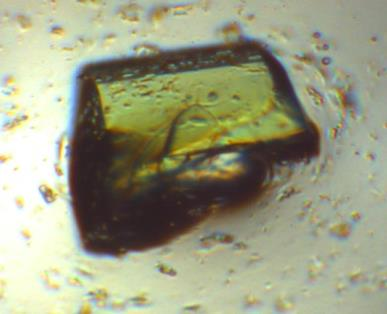
Cf(HDPA)_{3}·H_{2}O的晶体照片

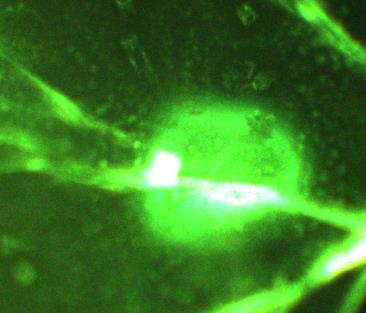
Cf(HDPA)_{3}·H_{2}O的自发荧光

三价的锎离子可以在水溶液中以[Cf(H2O)8]3+和[Cf(H2O)9]3+水配离子的形式存在，成盐[Cf(H2O)9](ClO4)3或[Cf(H2O)9](CF3SO3)3。β-二酮类配合物（如萘甲酰三氟丙酮等）可以和Cf3+形成螯合物，从水溶液中萃取出来。
三氯化锎和过量的2,6-吡啶二甲酸（PDA）于150℃在1：1的乙醇水溶液中反应，可以制得Cf(HDPA)3·H2O，它是一种电荷转移配合物。
锎是已知可形成有机金属化合物的金属中，原子序第二大的元素。Cp3Cf（Cp = C5H5）由二茂铍（Cp2Be）和三氯化锎（CfCl3）反应得到，并通过X射线衍射进行了表征。